# Solarbank

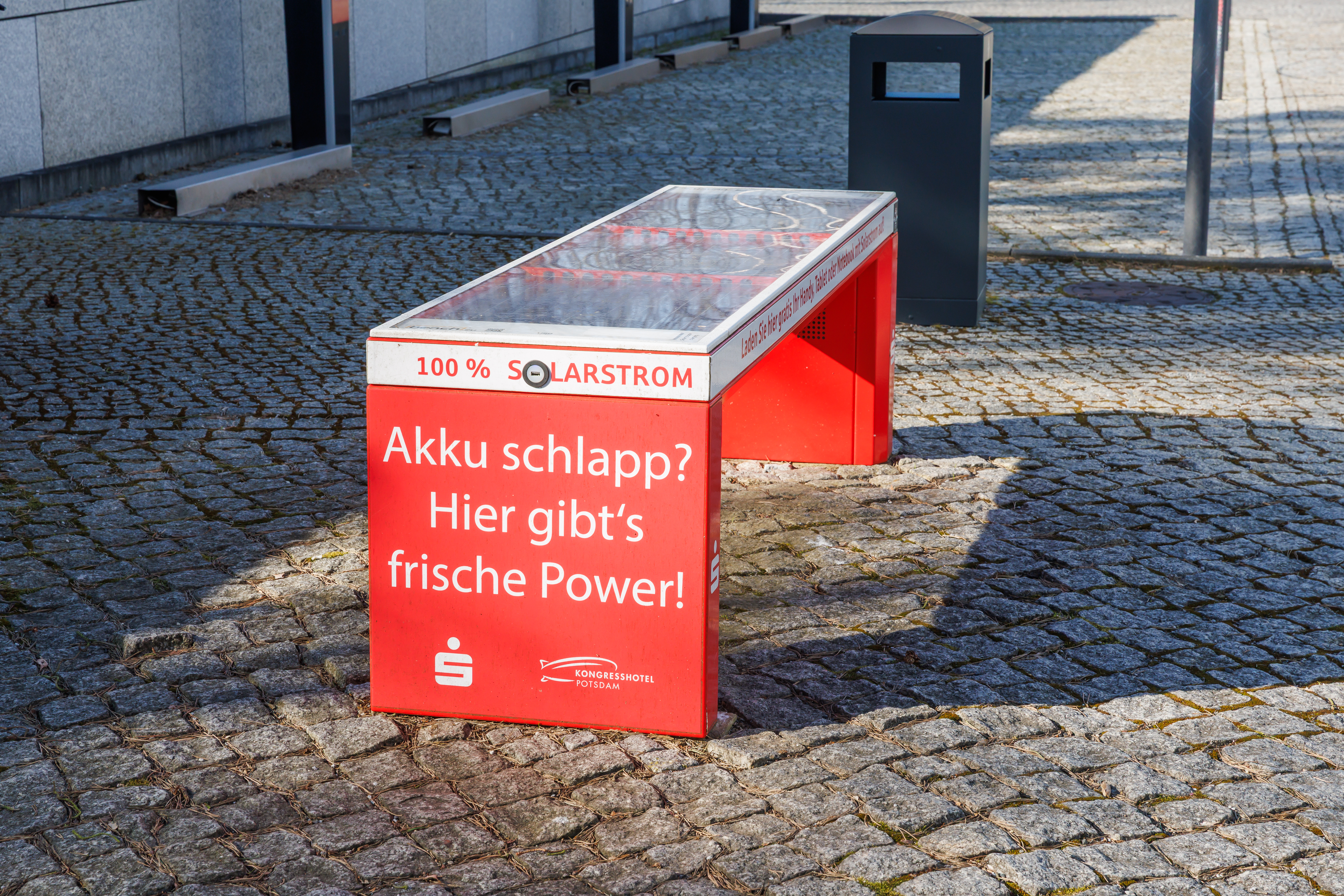
Solarbank in Potsdam

Eine Solarbank (auch Smartbench) ist eine Bank bzw. Stadtmöbel im öffentlichen Raum, auf der man neben Sitzen auch seinen Handyakku aufladen und kostenlos im Internet surfen kann. Die Handyaufladung erfolgt entweder per USB-Kabel oder kontaktlos mittels Induktion. Internet wird per WLAN-Hotspot zur Verfügung gestellt. Es können auch Umweltdaten wie Temperatur und Luftfeuchte erhoben sowie Batterieladezustand und Auslastung angezeigt werden. Der benötigte Strom wird durch Photovoltaik erzeugt und in Batterien gespeichert, die in die Bank integriert sind. Die Bänke können zur Sensibilisierung für den Klimaschutz beitragen.

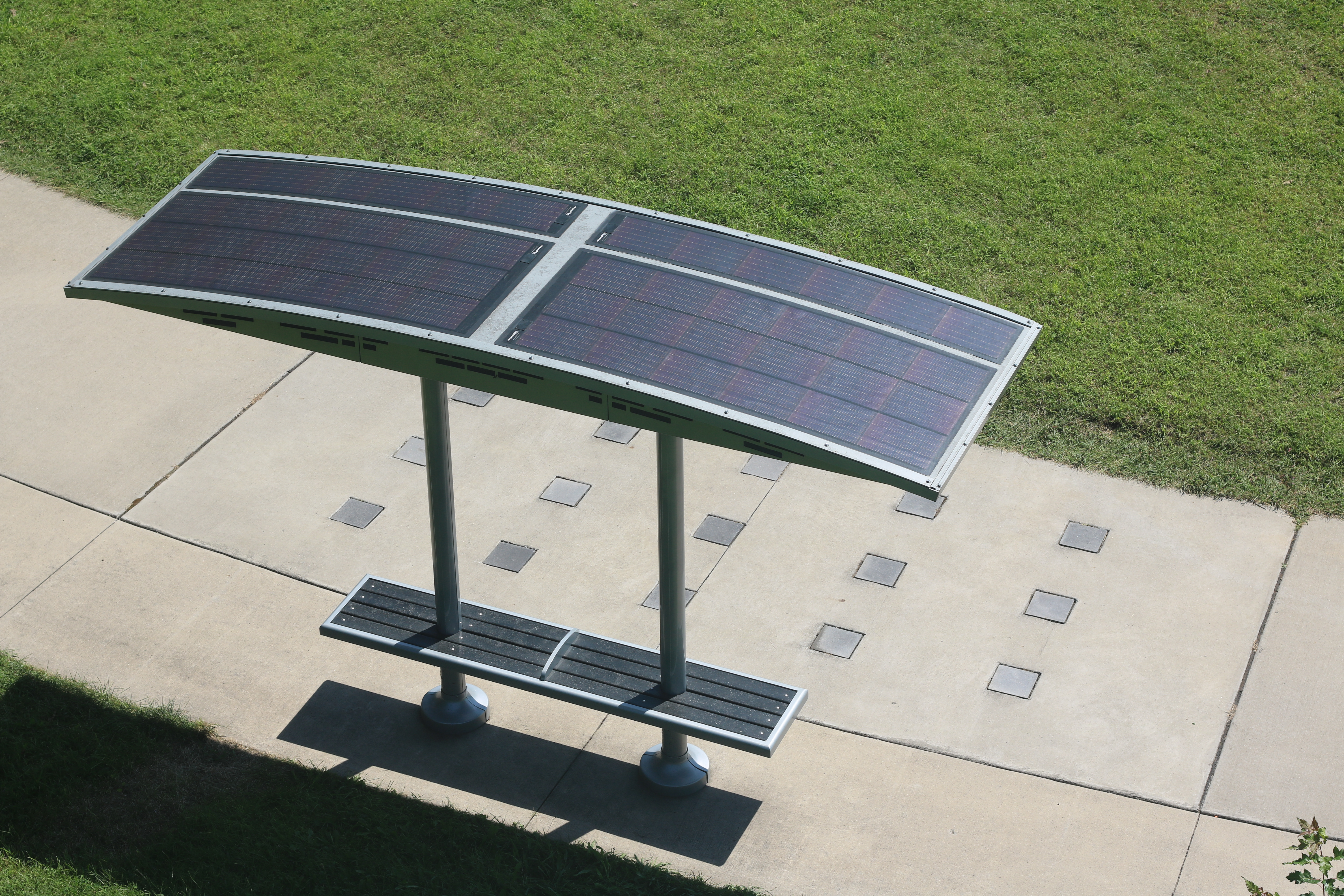
Solarbank in Iowa

Es gibt auch Bauformen, bei denen die Photovoltaikmodule nicht in der Sitzfläche, sondern dachförmig darüber angeordnet sind. Erste Modelle von Solarbänken tauchten 2014 in Boston auf. Inzwischen finden die Bänke in Deutschland zunehmende Verbreitung, u. a. in
Stuttgart, Herne, München, Gardelegen, Stendal und der Region Hannover. Die Installationen werden häufig von Stromversorgungsunternehmen und Kreditinstituten gesponsert. So haben etwa die Stadtwerke Stuttgart in Kooperation mit der BW-Bank 19 Solarbänke aufgestellt.